# 巴马修道院

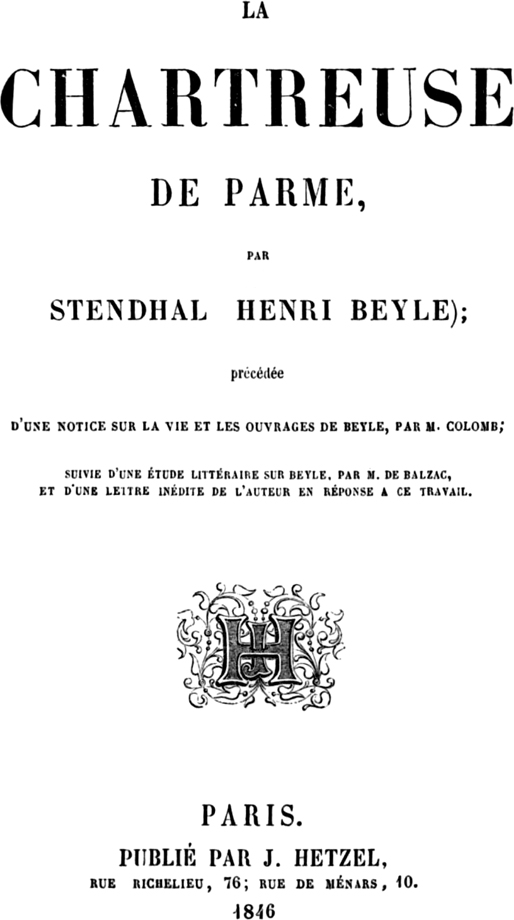
1846年版的巴馬修道院書籍封面

巴马修道院（法語：La Chartreuse de Parme）是法国作家司汤达於1839年出版的一部長篇小說， 該小說讲述的是拿破仑时代位於意大利的巴马公國的一位贵族法布里斯与几位异性感情纠葛的故事。該小說受到奥诺雷·德·巴尔扎克、列夫·托爾斯泰、安德烈·紀德、朱塞佩·托马西·迪·兰佩杜萨、亨利·詹姆斯、欧内斯特·海明威等作家的推崇。该小说已被改编为歌剧、电影和电视剧。
小說标题巴马修道院指的是加爾都西會的一座修道院，该修道院只在小说的最后才被提及。